# ABC!曙第二中学校放送部
『ABC!曙第二中学校放送部』（エービーシーあけぼのだいにちゅうがっこうほうそうぶ）は、市川朔久子による日本の児童文学作品。第49回日本児童文学者協会新人賞受賞作。

## あらすじ
みさとの所属する放送部は、彼女と部長の古場の二人しかおらず、廃部の危機に瀕していた。担任教師やクラスメイトたちからの嫌がらせを乗り越えながら、みさとは卓越した放送の才能を持った転校生・葉月、肩を故障した野球部のエース・新納、天真爛漫な後輩・珠子ら新しい部員たちと共に、放送コンクール全国大会の優勝を目指す。

## 登場人物
本庄 みさと（ほんじょう みさと）
本作の主人公。放送は全くの初心者。放送部に入る前はバスケ部に所属していた。
真野 葉月（まの はづき）
みさとのクラスに編入してきた転校生。容姿端麗ながら、人を寄せ付けない雰囲気を醸し出す。実は前の学校で放送部に所属し、放送コンクールのアナウンス部門で出場したという過去を持つ。
新納 基（にいの もとき）
野球部でピッチャーを務めていた身長180ｃｍを越す大柄な少年。肩を故障し、放送部に入部する。細やかな気配りのできる気さくな性格で、みさとからは好意を持たれている。
古場 和人（こば かずと）
放送部部長。機材オタクであり、放送機具の手入れを欠かさない。
小島 珠子（こじま たまこ）
みさとたちより二学年下の後輩。
須貝 友春（すがい ともはる）
放送部の顧問に新しく着任した新人教師。担当教科は英語。能天気な性格。みさとにはどことなく似ているという理由から彼女の隣家の飼い犬・ハルと重ねられて見られている。
古権沢 正造（こごさわ しょうぞう）
みさとたちのクラスの担任教師。担当教科は社会。校内では恐れられており、目をつけた部活動には執拗に無理難題を押し付ける。
澤村 亜美（さわむら あみ）
みさとのクラスメイト。バスケ部に所属している。葉月と大喧嘩をしたことをきっかけに、取り巻きたちと共に放送部に陰湿な嫌がらせを行うようになる。
関（せき）
放送部の副顧問を務める女性教師。担当教科は国語。
三田村（みたむら）
野球部の部長を務める少年。趣味は料理で、度々放送部のインタビューに応える常連。
のぞみ
バスケ部に所属する女性徒。熱い性格故に、先輩との衝突が絶えない。

## 書誌情報
- 単行本 (2015年1月23日、講談社、ISBN 978-4-06-219322-1）